# Ronde van Frankrijk 2025/Dertiende etappe
De dertiende etappe van de Ronde van Frankrijk 2025 werd verreden op 18 juli. De Sloveense klassementsleider Tadej Pogačar won, voor Jonas Vingegaard en Primož Roglič.

## Parcours
De 10,9 kilometer lange klimtijdrit startte in Loudenvielle. Vervolgens liep het parcours omhoog naar de aankomst op het vliegveld van Peyragudes.

## Koersverloop
Dit overzicht is mogelijk incompleet; u kunt helpen door het uit te breiden.

## Uitslag etappe
| Loudenvielle – Peyragudes (10,9 km) |                  |                            |            |
| Plaats                              | Naam             | Ploeg                      | Tijd       |
| Winnaar                             | Tadej Pogačar    | UAE Team Emirates-XRG      | 23'00,19"  |
| 2                                   | Jonas Vingegaard | Visma \| Lease a Bike      | + 36,69"   |
| 3                                   | Primož Roglič    | Red Bull-BORA-hansgrohe    | + 1'20,78" |
| 4                                   | Florian Lipowitz | Red Bull-BORA-hansgrohe    | + 1'56,22" |
| 5                                   | Luke Plapp       | Jayco AlUla                | + 1'58,25" |
| 6                                   | Matteo Jorgenson | Visma \| Lease a Bike      | + 2'02,82" |
| 7                                   | Oscar Onley      | Picnic PostNL              | + 2'06,73" |
| 8                                   | Adam Yates       | UAE Team Emirates-XRG      | + 2'15,43" |
| 9                                   | Lenny Martinez   | Bahrain Victorious         | + 2'21,74" |
| 10                                  | Felix Gall       | Decathlon AG2R La Mondiale | + 2'22,76" |
|                                     |                  |                            |            |
| 12                                  | Remco Evenepoel  | Soudal Quick-Step          | + 2'39,79" |
| 29                                  | Thymen Arensman  | INEOS Grenadiers           | + 4'03,83" |

## Klassementen

### Algemeen klassement
| Algemeen klassement (gele trui) |                    |                            |           |
| Plaats                          | Naam               | Ploeg                      | Tijd      |
| Gele trui                       | Tadej Pogačar      | UAE Team Emirates-XRG      | 45u45'51" |
| 2                               | Jonas Vingegaard   | Visma \| Lease a Bike      | + 4'07"   |
| 3                               | Remco Evenepoel    | Soudal Quick-Step          | + 7'24"   |
| 4                               | Florian Lipowitz   | Red Bull-BORA-hansgrohe    | + 7'30"   |
| 5                               | Oscar Onley        | Picnic PostNL              | + 8'11"   |
| 6                               | Kévin Vauquelin    | Arkéa-B&B Hotels           | + 8'15"   |
| 7                               | Primož Roglič      | Red Bull-BORA-hansgrohe    | + 8'50"   |
| 8                               | Tobias Johannessen | Uno-X Mobility             | + 10'36"  |
| 9                               | Felix Gall         | Decathlon AG2R La Mondiale | + 11'43"  |
| 10                              | Matteo Jorgenson   | Visma \| Lease a Bike      | + 14'15"  |
|                                 |                    |                            |           |
| 23                              | Thymen Arensman    | INEOS Grenadiers           | + 44'08"  |

### Puntenklassement
| Puntenklassement (groene trui) |                      |                       |        |
| Plaats                         | Naam                 | Ploeg                 | Punten |
| Groene trui                    | Jonathan Milan       | Lidl-Trek             | 231    |
| 2                              | Tadej Pogačar        | UAE Team Emirates-XRG | 203    |
| 3                              | Mathieu van der Poel | Alpecin-Deceuninck    | 173    |
| 4                              | Biniam Girmay        | Intermarché-Wanty     | 154    |
| 5                              | Tim Merlier          | Soudal Quick-Step     | 150    |
| 6                              | Jonas Vingegaard     | Visma \| Lease a Bike | 120    |
| 7                              | Anthony Turgis       | TotalEnergies         | 117    |
| 8                              | Jonas Abrahamsen     | Uno-X Mobility        | 90     |
| 9                              | Quinn Simmons        | Lidl-Trek             | 82     |
| 10                             | Oscar Onley          | Picnic PostNL         | 78     |

### Bergklassement
| Bergklassement (bolletjestrui) |                            |                            |        |
| Plaats                         | Naam                       | Ploeg                      | Punten |
| Bolletjestrui                  | Tadej Pogačar              | UAE Team Emirates-XRG      | 37     |
| 2                              | Lenny Martinez             | Bahrain Victorious         | 27     |
| 3                              | Jonas Vingegaard           | Visma \| Lease a Bike      | 27     |
| 4                              | Michael Woods              | Israel-Premier Tech        | 22     |
| 5                              | Ben Healy                  | EF Education-EasyPost      | 16     |
| 6                              | Florian Lipowitz           | Red Bull-BORA-hansgrohe    | 16     |
| 7                              | Bruno Armirail             | Decathlon AG2R La Mondiale | 15     |
| 8                              | Mattias Skjelmose          | Lidl-Trek                  | 11     |
| 9                              | Michael Storer             | Tudor Pro Cycling Team     | 10     |
| 10                             | Tobias Halland Johannessen | Uno-X Mobility             | 10     |
|                                |                            |                            |        |
| 11                             | Tim Wellens                | UAE Team Emirates-XRG      | 8      |
| 13                             | Thymen Arensman            | INEOS Grenadiers           | 8      |

### Jongerenklassement
| Jongerenklassement (witte trui) |                     |                         |            |
| Plaats                          | Naam                | Ploeg                   | Tijd       |
| Witte trui                      | Remco Evenepoel     | Soudal Quick-Step       | 45u53'15"  |
| 2                               | Florian Lipowitz    | Red Bull-BORA-hansgrohe | + 6"       |
| 3                               | Oscar Onley         | Picnic PostNL           | + 47"      |
| 4                               | Kévin Vauquelin     | Arkéa-B&B Hotels        | + 51"      |
| 5                               | Ben Healy           | EF Education-EasyPost   | + 9'33"    |
| 6                               | Carlos Rodríguez    | INEOS Grenadiers        | + 13'20"   |
| 7                               | Mattias Skjelmose   | Lidl-Trek               | + 26'06"   |
| 8                               | Romain Grégoire     | Groupama-FDJ            | + 44'39"   |
| 9                               | Joseph Blackmore    | Israel-Premier Tech     | + 55'56"   |
| 10                              | Alex Baudin         | EF Education-EasyPost   | + 58'07"   |
|                                 |                     |                         |            |
| 17                              | Frank van den Broek | Picnic PostNL           | + 1u15'32" |

### Ploegenklassement
| Plaats | Ploeg                           | Tijd       |
| ------ | ------------------------------- | ---------- |
|        | Team Visma \| Lease a Bike      | 137u47'08" |
| 2      | UAE Team Emirates-XRG           | + 18'21"   |
| 3      | Arkéa-B&B Hotels                | + 29'58"   |
| 4      | Decathlon AG2R La Mondiale Team | + 36'56"   |
| 5      | Red Bull-BORA-hansgrohe         | + 37'13"   |

1e etappe ·
2e etappe ·
3e etappe ·
4e etappe ·
5e etappe ·
6e etappe ·
7e etappe ·
8e etappe ·
9e etappe ·
10e etappe ·
11e etappe ·
12e etappe ·
13e etappe ·
14e etappe ·
15e etappe ·
16e etappe ·
17e etappe ·
18e etappe ·
19e etappe ·
20e etappe ·
21e etappe
Startlijst · Eindstanden · Afbeeldingen